# Piedmont (Californië)
Piedmont is een plaats in Alameda County in Californië in de VS.

## Geschiedenis
Piedmont is een plaats met een mooie architectuur, goede scholen, weinig criminaliteit en goed weer. Het wordt hierdoor als een van de aangenaamste woonplaatsen aanzien in de San Francisco Bay Area. Eigendommen zijn hier dan ook aanzienlijk duurder dan in andere gemeenschappen.

## Geografie
De totale oppervlakte bedraagt 4,4 km² (1.7 mijl²).

## Demografie
Volgens de census van 2000 bedroeg de bevolkingsdichtheid 881,6/km² (2286,3/mijl²) en bedroeg het totale bevolkingsaantal 10.952 als volgt onderverdeeld naar etniciteit:
- 78,59% blanken
- 1,24% zwarten of Afrikaanse Amerikanen
- 0,11% inheemse Amerikanen
- 16,02% Aziaten
- 0,04% mensen afkomstig van eilanden in de Grote Oceaan
- 0,63% andere
- 3,38% twee of meer rassen
- 2,97% Spaans of Latino

Er waren 3804 gezinnen en 3104 families in Piedmont. De gemiddelde gezinsgrootte bedroeg 2,88

## Geboren
- Cynthia Stevenson (1962), actrice
- Alex Hirsch (1985), animator, storyboardartiest, stemacteur en televisieproducent

## Plaatsen in de nabije omgeving
De onderstaande figuur toont nabijgelegen plaatsen in een straal van 16 km rond Piedmont.